# Filmfare Awards (1960)
7-я церемония награждения Filmfare Awards прошла в 1960 году, в городе Бомбей. На ней были отмечены лучшие киноработы на хинди, вышедшие в прокат до конца 1959 года. Лучшим фильмом года была признана драма «Неприкасаемая» режиссёра Бимала Роя.

## Список лауреатов и номинантов

### Основные премии
| Категории                         | Фото лауреатов                               | Лауреаты и номинанты                                        | Фильмы                                                      | Роли                                                        |
| --------------------------------- | -------------------------------------------- | ----------------------------------------------------------- | ----------------------------------------------------------- | ----------------------------------------------------------- |
| Лучший фильм                      |                                              | • «Простофиля» (реж. Ришикеш Мукхерджи, прод. Л. Б. Лахман) | • «Простофиля» (реж. Ришикеш Мукхерджи, прод. Л. Б. Лахман) | • «Простофиля» (реж. Ришикеш Мукхерджи, прод. Л. Б. Лахман) |
| Лучший фильм                      | • «Chhoti Bahen» (реж. и прод. Л. В. Прасад) |                                                             |                                                             |                                                             |
| Лучший фильм                      | • «Неприкасаемая» (реж. и прод. Бимал Рой)   |                                                             |                                                             |                                                             |
| Лучшая режиссёрская работа        | • Бимал Рой                                  | «Неприкасаемая»                                             | «Неприкасаемая»                                             |                                                             |
| Лучшая режиссёрская работа        | • Л. В. Прасад                               | «Chhoti Bahen»                                              | «Chhoti Bahen»                                              |                                                             |
| Лучшая режиссёрская работа        | • В. Шантарам                                | «Навранг»                                                   | «Навранг»                                                   |                                                             |
| Лучшая мужская роль               |                                              | • Дев Ананд                                                 | «Love Marriage»                                             | Сунил Кумар                                                 |
| Лучшая мужская роль               | • Дилип Кумар                                | «Призыв»                                                    | Ратан Лал                                                   |                                                             |
| Лучшая мужская роль               | • Радж Капур                                 | «Простофиля»                                                | Радж Кумар                                                  |                                                             |
| Лучшая женская роль               |                                              | • Мала Синха                                                | «Цветок в пыли»                                             | Мина Кхосла                                                 |
| Лучшая женская роль               | • Мина Кумари                                | «Собственный ребёнок»                                       | Ратна                                                       |                                                             |
| Лучшая женская роль               | • Нутан                                      | «Неприкасаемая»                                             | Суджата                                                     |                                                             |
| Лучшая мужская роль второго плана |                                              | • Манмохан Кришна                                           | «Цветок в пыли»                                             | Абдул Рашид                                                 |
| Лучшая мужская роль второго плана | • Мехмуд                                     | «Chhoti Bahen»                                              | Махеш                                                       |                                                             |
| Лучшая мужская роль второго плана | • Радж Кумар                                 | «Призыв»                                                    | Рам Лал                                                     |                                                             |
| Лучшая женская роль второго плана |                                              | • Анита Гуха                                                | «Goonj Uthi Shehnai»                                        | Рамкали                                                     |
| Лучшая женская роль второго плана | • 'Лалита Павар                              | «Простофиля»                                                | Миссис Л. Де Соуза                                          |                                                             |
| Лучшая женская роль второго плана | • Шашикала                                   | «Неприкасаемая»                                             | Рама Чоудхари                                               |                                                             |

### Музыкальные премии
| Категории               | Фото лауреатов     | Лауреаты и номинанты | Фильмы                  | Песни                   |
| ----------------------- | ------------------ | -------------------- | ----------------------- | ----------------------- |
| Лучшая музыка к песне   |                    | • Шанкар-Джайкишан   | «Простофиля»            | «Простофиля»            |
| Лучшая музыка к песне   | • С. Д. Бурман     | «Неприкасаемая»      | «Неприкасаемая»         |                         |
| Лучшая музыка к песне   | • Шанкар-Джайкишан | «Chhoti Bahen»       | «Chhoti Bahen»          |                         |
| Лучшие слова к песне    |                    | • Маджрух Султанпури | «Неприкасаемая»         | «Jalte Hain Jiske Liye» |
| Лучшие слова к песне    | • Сахир Лудхианви  | «Цветок в пыли»      | «Tu Hindu Banega»       |                         |
| Лучшие слова к песне    | • Шайлендра        | «Простофиля»         | «Sab Kuchh Seeka Humne» |                         |
| Лучший закадровый вокал |                    | • Талат Махмуд       | «Неприкасаемая»         | «Jalte Hain Jiske Liye» |
| Лучший закадровый вокал | • Лата Мангешкар   | «Chhoti Bahen»       | «Bhaiya Mere»           |                         |
| Лучший закадровый вокал | • Мукеш            | «Простофиля»         | «Sab Kuchh Seeka Humne» |                         |

### Технические премии
| Категории                            | Лауреаты и номинанты | Фильмы                |
| ------------------------------------ | -------------------- | --------------------- |
| Лучший сюжет                         | • Дхрува Чаттерджи   | «Собственный ребенок» |
| Лучший сюжет                         | • Мухрам Шарма       | «Цветок в пыли»       |
| Лучший сюжет                         | • Субодх Гхош        | «Неприкасаемая»       |
| Лучший диалог                        | • Рамананд Сагар     | «Призыв»              |
| Лучший монтаж                        | • Чинтаман Боркар    | «Навранг»             |
| Лучшая операторская работа           | • В. К. Мурти        | «Бумажные цветы»      |
| Лучшая работа художника-постановщика | • М. Р. Ачарекар     | «Бумажные цветы»      |
| Лучший звук                          | • А. К. Пармар       | «Навранг»             |